# Día Internacional de las Reservas de Biosfera
El Día Internacional de las Reservas de Biosfera es una jornada que se celebra el 3 de noviembre desde 2022 y fue establecido por la UNESCO en 2021.

## Proclamación
El Día Internacional de las Reservas de Biosfera fue proclamado por la Conferencia General de la UNESCO el 8 de septiembre de 2021. Esta proclamación busca reconocer y resaltar la importancia de las reservas de biosfera en la conservación de la biodiversidad y en el fomento del desarrollo sostenible. La iniciativa se enmarca dentro del Programa sobre el Hombre y la Biosfera (MAB) de la UNESCO, que fue lanzado en 1971 con el objetivo de mejorar la relación entre las personas y su entorno mediante la investigación científica y la cooperación internacional.

## Celebración
Se celebra anualmente el 3 de noviembre, coincidiendo con la conclusión del 50.º aniversario del Programa MAB en 2022. La primera celebración oficial tuvo lugar en 2022. En este día, se organizan actividades en las reservas de biosfera de todo el mundo, incluyendo eventos educativos, talleres y programas de sensibilización sobre la importancia de la conservación y el desarrollo sostenible. Estas actividades están diseñadas para involucrar a las comunidades locales y fomentar prácticas que armonicen el bienestar humano con la protección del medio ambiente. En las reservas de biosfera, que son más de 748 en 134 países, habitan más de 275 millones de personas. Estos sitios no son áreas protegidas convencionales, sino lugares donde las personas interactúan con la naturaleza, desde ciudades hasta sabanas, montañas y manglares.